# Mewtwo
Mewtwo (ミュウツー Myūtsū?) es una criatura ficticia de la franquicia Pokémon. Se trata de un Pokémon legendario tipo psíquico, que aparece por primera vez en Pokémon Red y Blue, donde además es capturable por el jugador. Es el Pokémon número ciento cincuenta del Pokédex nacional. Fue creado genéticamente por el Dr. Fuji, a partir del ADN de Mew, del cual también deriva su nombre. A partir de la sexta generación, es capaz de megaevolucionar en dos formas distintas, en Mega Mewtwo X y en Mega Mewtwo Y.

## Diseño y características
El diseñador de videojuegos japonés Ken Sugimori diseñó a Mewtwo y a las demás criaturas de la primera generación Pokémon para Pocket Monsters Verde, Rojo y Azul —conocidos fuera de Japón como Pokémon Rojo y Azul—. Su nombre, que significa el "Mew Dos", proviene del hecho de que fue creado producto de la recombinación genética de Mew. Sin embargo, en Japón usualmente no se es referido a él como un «clon»; Kubo Masakazu, productor ejecutivo de Pokémon The First Movie: Mewtwo Strikes Back — primera película de Pokémon, en la que Mewtwo es protagonista —, explicó: «evitamos intencionalmente utilizar el término 'kuron' [clon]... Porque la palabra tiene una sensación aterradora». A pesar de ser descendiente de Mew, Mewtwo precede directamente a Mew en el Pokédex, debido a la «secreta» inclusión de este último por el programador de Game Freak Shigeki Morimoto.

## Apariciones

### En videojuegos
En Pokémon Rojo y Azul —así como en sus remakes Pokémon RojoFuego y VerdeHoja— el jugador conoce la existencia de Mewtwo al leer el diario de la mansión Pokémon (Pokémon Mansion en inglés) en Isla Canela (Cinnabar Island), que indica que Mewtwo «Nació el 6 de Feb», y además denota que era demasiado poderoso por lo que no pudieron contenerlo. Más adelante en el juego, se le es dada al jugador la posibilidad de capturar a Mewtwo en la cueva Celeste (Cerulean Cave) —llamada Mazmorra Rara (Unknown Dungeon) en Red y Blue—, accesible tras haber derrotado a los jefes finales del videojuego, la Elite Four, y al rival del jugador. En RojoFuego y VerdeHoja, el requisito para capturar a Mewtwo fue expandido; el jugador debía viajar al archipiélago Sete para encontrar el rubí (en el Monte Ascuas, ubicado al norte de la Isla Prima) y el zafiro (en la Cueva Punteada, ubicada en el Valle Ruinas, al sur de la Isla Exta) para arreglar la máquina de redes de Celio (en el Centro Pokémon de la Isla Prima) y que se le permita entrar a la cueva. Es capturable también en Pokémon HeartGold y SoulSilver tras haber derrotado a los líderes de Johto y de Kanto. En Pokémon Black y White, Mewtwo estuvo disponible a través de un evento de Nintendo WiFi Connection en febrero de 2012. En Pokémon X e Y aparece en la nueva Mazmorra Rara, a la que se puede acceder después de terminar el juego y se encuentra en la Villa Pokémon.
Desde su debut, Mewtwo ha aparecido en otros videojuegos de Nintendo; en Pokémon Stadium y Pokémon Pinball, aparece como jefe final tras haber pasado todas las competiciones. En Pokémon Puzzle League, Mewtwo es el oponente final del videojuego, así como el antagonista responsable de los sucesos ocurridos durante el mismo, también es el jefe final de Pokémon Quest En Super Smash Bros. Melee y Pokémon Mystery Dungeon Mewtwo es un personaje jugable, pero que debe ser derrotado para desbloquearlo, y en Super Smash Bros. para  Nintendo 3DS y Wii U es un contenido descargable para primavera 2015. Para obtenerlo, se necesita tener ambas versiones. mientras que en otros títulos como Pokémon Snap ha hecho breves cameos, pues aparece una vez se hayan cumplido ciertas condiciones. En todas sus apariciones en videojuegos, el japonés Masachika Ichimura ha dado voz a Mewtwo, excepto en Pokémon Puzzle League, ya que no fue lanzado en el país nipón. Vuelve en Super Smash Bros. Ultimate como uno de los 69 personajes desbloqueables.

### En anime y medios relacionados
En la saga de Pokémon tiene estas apariciones:
·El origen de Mewtwo (1998): es una serie de escenas inéditas de la 1º Película de Pokémon convertidas en un especial, donde cuenta el origen de Mewtwo y su relación con el científico del Team Rocket, que lo creó (Dr. Fuji) y su hija (Amber).
·Pokémon The First Movie: Mewtwo Strikes Back (1999): En esta película se cuenta el primer encuentro y el feroz enfrentamiento de Mewtwo con Mew. Además, también se cuenta los primeros encuentros de Mewtwo con Giovanni (el líder del Team Rocket) y Ash Ketchum y compañía, creando clones de otros Pokémon, siendo más poderosos como él.
·Mewtwo: El Regreso (2000): Continuación de la 1º Película de Pokémon, en donde Mewtwo es perseguido por Giovanni y el Team Rocket y se vuelve a encontrar con Ash, quién junto a sus amigos, lo protegen.
·Mewtwo: Prólogo al Despertar (2013): Es un capítulo especial situado antes de la película 16 de Pokémon, en donde otro Mewtwo aparece en su nueva forma (Modo Despertar) y se encuentra con Virgil y el equipo de rescate Eevee.
·La película Pokémon: Genesect y el despertar de una leyenda (2013): En esta película, un Mewtwo con voz femenina, se enfrenta a la armada Genesect (liderados por el Genesect Rojo) para proteger a Ash y sus amigos, y tiene la capacidad de megaevolucionar.
·Detective Pikachu (2019). La película tiene como centro de su trama el gran poder de Mewtwo, en especial su habilidad para trasladar el alma de los humanos en los cuerpos de sus Pokémon, siendo usado por el jefe empresario corrupto, Howard Clifford (Bill Nighy), para poder transferir su mente con la de Mewtwo, y fusionar a los humanos con los Pokémon de Ryme City y a todo el mundo entero. Luego en la batalla contra Pikachu (Ryan Reynolds) es liberado por Tim Goodman (Justice Smith).
·Viajes Pokémon (2020): En un capítulo de la temporada 23, Mewtwo de la 1º Película cuida los Pokémon que fueron abusados por humanos, hasta que Ash se reencuentra con él y Goh lo conoce por primera vez.

### En adaptaciones impresas
Mewtwo ha aparecido en varios libros relacionados con la franquicia Pokémon, incluyendo novelas inspiradas por Mewtwo Strikes Back y Mewtwo Returns, las cuales siguen de cerca lo acontecido en las películas. En diciembre de 1999, VIZ Media publicó el libro de dibujo para niños I'm Not Pikachu!: Pokémon Tales Movie Special, en el cual aparecen diversos Pokémon, entre ellos Mewtwo. En mayo de 2001, VIZ publicó otro libro para niños: Mewtwo's Watching You!, que muestra a un tímido Mewtwo observar a otros Pokémon jugar.
En el manga Pocket Monsters Special se muestra que el Team Rocket crea a Mewtwo. Sin embargo, el líder de gimnasio Blaine, quien es además científico del Team Rocket, introduce células humanas de su propio brazo en Mewtwo. Esto da a ambos una conexión que les permite saber a cada uno dónde está el otro, pero tiene la consecuencia de que no pueden separarse sin debilitarse.

## Datos
- Es tan fuerte que en Pokémon Orígenes venció a Articuno (un Pokémon legendario de la primera generación) con un solo ataque.
- En los laboratorios de Isla Nueva se menciona que "Mewtwo es el hijo de Mew".
- En el Videojuego Pokémon Go, para Android e iOS, se lanzó un nuevo método de incursión, en el que los entrenadores debían ser invitados para poder combatir contra Mewtwo. Más adelante se liberó a Mewtwo en incursiones normales.